# ماتیا د شیلیو
ماتیا د شیلیو (به ایتالیایی: Mattia De Sciglio) (زاده ۲۰ اکتبر ۱۹۹۲)، بازیکن فوتبال اهل ایتالیا است که به صورت قرضی برای باشگاه امپولی بازی می‌کند.

## دوران باشگاهی

### تیم‌های پایه
ماتیا در سال ۲۰۰۲ در سن ۱۰ سالگی عضو آکادمی باشگاه میلان شد. او در آغاز قصد داشت به آکادمی تیم اینتر میلان برود اما اینتر او را نپذیرفت.

### میلان

#### فصل ۱۲–۲۰۱۱

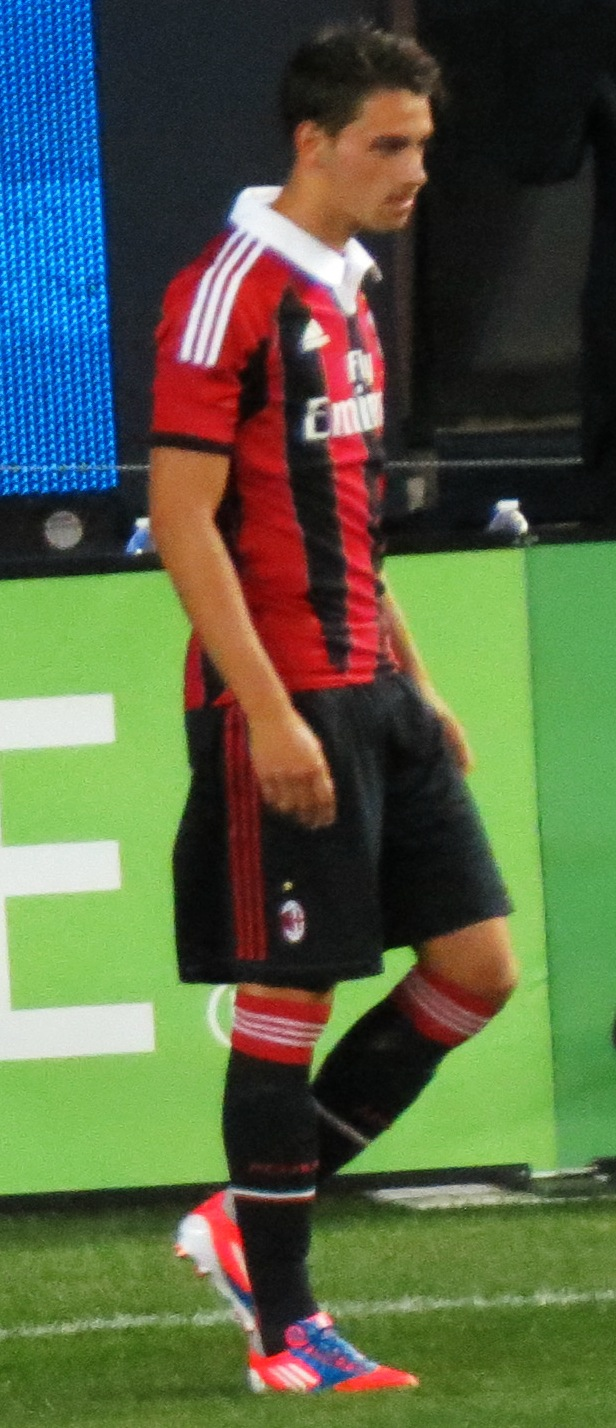
د شیلیو با میلان

در فصل ۱۲–۲۰۱۱ د شیلیو به‌طور رسمی در ترکیب تیم اصلی قرار گرفت و نخستین بازی رسمی اش را برای میلان در روز ۲۸ سپتامبر برابر تیم ویکتوریا پلزن چک در رقابت‌های جام باشگاه‌های اروپا انجام داد. او در این بازی به عنوان یار تعویضی به جای ایگناتزیو آباته به میدان آمد که با برتری ۲ بر صفر میلان به پایان رسید. نخستین باری که او در ترکیب ۱۱ نفر اصلی قرار گرفت در بازی برگشت برابر همان تیم در روز ۶ دسامبر بود. ماه بعد نخستین بازی اش را در سری آ برابر تیم کیه‌وو ورونا انجامید که با برتری ۱ هیچ میلان به پایان رسید. او در نخستین فصل حرفه‌ای خود مجموع ۵ بازی برای میلان انجام داد.

#### فصل ۱۳–۲۰۱۲
قبل از شروع فصل ۱۳–۲۰۱۲ شمارهٔ ۲ به او واگذار شد. این شماره به دلیل پوشیده شدن توسط اساطیر باشگاه مانند کافو و مائورو تاسوتی از اهمیت بالایی برخوردار بود. در طول آن فصل ماتیا به یکی از بازیکن‌های اصلی میلان تبدیل شد و در مجموع ۳۴ بازی برای میلان انجام داد که با ۳ پاس گل همراه بود. او در پایان فصل در تیم منتخب سری آ به عنوان بهترین مدافع چپ قرار گرفت.

#### فصل ۱۴–۲۰۱۳
فصل ۱۴–۲۰۱۳، فصل ناامید کننده‌ای برای د شیلیو بود؛ او به دلیل آسیب‌دیدگی‌های گوناگون نتوانست بیشتر از ۲۱ بازی انجام دهد. او در واپسین بازی این فصل برابر ساسوئولو در صحنه‌ای مشکوک در دقیقه ۸۸ نخستین کارت قرمز دوران حرفه‌ای خود را گرفت و اخراج شد. با توجه به بازی‌های کم و آسیب‌دیدگی‌های بی‌شمار او در لیست ۲۳ نفر تیم ملی ایتالیا برای بازی در جام جهانی ۲۰۱۴ در برزیل قرار گرفت.

#### فصل ۱۵–۲۰۱۴
در فصل ۱۵–۲۰۱۴ د شیلیو ۱۸ بازی برای میلان انجام داد. او در طول این فصل از بازیکنان مورد علاقهٔ فیلیپو اینزاگی بود و تقریباً در تمام بازی‌هایی که در دسترس بود برای میلان به میدان رفت.

#### فصل ۱۶–۲۰۱۵
پس از انتخاب سینیشا میهایلوویچ به عنوان سرمربی، دیشیلیو از بازیکنان کلیدی بود و بازی‌های بی‌شماری را در هر دو پست دفاع راست و دفاع چپ انجام داد. در بازی برابر ساسوئولو در روز ۶ مارس ۲۰۱۶ او علاوه بر انجام صدمین بازی خود برای باشگاه، موفق به بستن بازوبند کاپیتانی نیز شد. او در پایان فصل در مجموع در ۲۹ بازی برای میلان از جمله فینال کوپا ایتالیا برابر یوونتوس به میدان رفت.
پس از کارکرد مورد توجه او در جام ملت‌های اروپا ۲۰۱۶ خبری بنا بر رد پیشنهاد ۱۵ میلیون یورویی ناپولی توسط میلان انتشار یافت.

#### فصل ۱۷–۲۰۱۶
زیر نظر وینچنزو مونتلا سرمربی جدید میلان، د شیلیو گزینه اصلی برای دفاع چپ بود. در ۲۳ دسامبر او شروع‌کننده بازی سوپرجام ایتالیا برابر یوونتوس بود که سرانجام با برتری ۴–۳ میلان در پنالتی‌ها به پایان رسید و د شیلیو برای دومین بار قهرمان سوپرجام فوتبال ایتالیا شد.

### یوونتوس
د شیلیو در ۲۰ ژوئیه ۲۰۱۷، با قراردادی ۵ ساله به ارزش ۱۲میلیون یورو، به باشگاه یوونتوس پیوست.

## دوران ملی

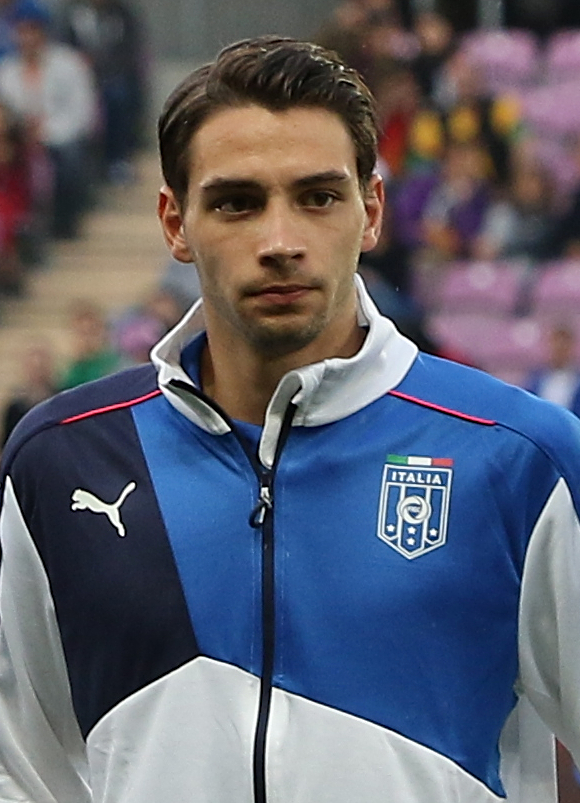
د شیلیو با تیم ملی فوتبال ایتالیا در سال ۲۰۱۵

د شیلیو پس از انجام ۸ بازی برای تیم ملی زیر ۱۹ سال بین سال‌های ۲۰۱۰ و ۲۰۱۱ به تیم ملی زیر ۲۰ سال دعوت شد و ۵ بازی نیز در کارنامه خود بین ۲۰۱۱ و ۲۰۱۲ دارد. در روز ۲۵ آوریل ۲۰۱۲ برای نخستین بار برای تیم ملی زیر ۲۱ سال به عنوان یار تعویضی برابر اسکاتلند ظاهر شد؛ که با برتری ۴–۱ ایتالیا همراه بود. او در چهار بازی دیگر برای این تیم به میدان رفت.
کمتر از ۴ ماه پس از ظاهر شدن در نخستین بازی برای تیم زیر ۲۱ سال چزاره پراندلی نام د شیلیو را در برای بازی دوستانه برابر انگلیس در روز ۱۵ اوت ۲۰۱۲ قرار داد اما او در طول بازی بر روی نیمکت نشست. نخستین بازی او در روز ۲۱ مارس ۲۰۱۳ برابر برزیل بود که در پایان با نتیجه ۲–۲ به پایان رسید.
نام د شیلیو در لیست ۲۳ نفر ایتالیا قرار گرفت و در ۴ بازی از ۵ بازی از جمله بازی رده‌بندی برابر اروگوئه به میدان رفت که با برتری ایتالیا در پنالتی‌ها به پایان رسید.
پس از بازی در مرحله مقدماتی جام جهانی ۲۰۱۴، توسط پراندلی برای بازی در جام جهانی ۲۰۱۴ انتخاب شد. او به دلیل آسیب‌دیدگی دو بازی اول از ۳ بازی که ایتالیا در جام جهانی داشت رو از دست داد اما بازی سوم برابر اروگوئه را ۹۰ دقیقه بازی کرد اگرچه ایتالیا در مرحله گروهی حذف شد.
در روز ۳۱ می ۲۰۱۶ آنتونیو کونته نام او را در لیست ۲۳ نفر ایتالیا برای بازی در جام ملت‌های اروپا ۲۰۱۶ انتخاب شد. او در بازی اول برابر بلژیک در دقیقه ۵۹ به جای متئو دارمیان وارد میدان شد. در بازی دوم برابر سوئد در طول بازی بر روی نیمکت نشست اما در بازی‌های بعد برابر جمهوری ایرلند و اسپانیا ۹۰ دقیقه کامل بازی کرد و به خاطر عملکرد خوبش مورد تحسین قرار گرفت. در ۳ ژوئیه نیز شروع‌کننده بازی یک چهارم نهایی برابر آلمان بود و تا پایان ۱۲۰ دقیقه بازی کرد و پنالتی خود را هم به ثمر رساند اما ایتالیا ۶–۵ باخت.

## سبک بازی
پست اصلی د شیلیو دفاع راست است اما به دلیل پای چپ قوی توانایی بازی در دفاع چپ را نیز دارد. آلبریگو اوانی بازیکن پیشین میلان که مربی او در فصل ۰۸–۲۰۰۷ او بود د شیلیو را یک دونده سریع با تکنیک بالا و همچنین یک بازیکن فوتبال همه فن حریف توصیف کرد. او به همراه داویده سانتون هم تیمی خود در تیم ملی توسط مربیان و کارشناسان لقب پائولو مالدینی جدید فوتبال ایتالیا را گرفتند؛ همچنین د شیلیو با مائورو تاسوتی دفاع راست پیشین میلان مقایسه می‌شود. او به دلیل بالیدگی، استحکام و تعادل در هر دو حالت دفاعی و تهاجمی توسط مربیانش ستوده می‌شود.

## آمار و اطلاعات

### باشگاه
آمارها تا پایان مارس ۲۰۱۶
| باشگاه | فصل     | لیگ   | لیگ        | لیگ    | جام حذفی ایتالیا | جام حذفی ایتالیا | جام‌های اروپایی | جام‌های اروپایی | دیگر جام‌ها | دیگر جام‌ها | مجموع      | مجموع  |
| باشگاه | فصل     | دسته  | تعداد بازی | گل زده | تعداد بازی       | گل زده           | تعداد بازی     | گل زده         | تعداد بازی | گل زده     | تعداد بازی | گل زده |
| ------ | ------- | ----- | ---------- | ------ | ---------------- | ---------------- | -------------- | -------------- | ---------- | ---------- | ---------- | ------ |
| میلان  | ۲۰۱۱–۱۲ | سری آ | ۳          | ۰      | ۰                | ۰                | ۲              | ۰              | ۰          | ۰          | ۵          | ۰      |
| میلان  | ۲۰۱۲–۱۳ | سری آ | ۲۷         | ۰      | ۱                | ۰                | ۵              | ۰              | —          | —          | ۳۳         | ۰      |
| میلان  | ۲۰۱۳–۱۴ | سری آ | ۱۶         | ۰      | ۲                | ۰                | ۳              | ۰              | —          | —          | ۲۱         | ۰      |
| میلان  | ۲۰۱۴–۱۵ | سری آ | ۱۷         | ۰      | ۱                | ۰                | —              | —              | —          | —          | ۱۸         | ۰      |
| میلان  | ۲۰۱۵–۱۶ | سری آ | ۲۲         | ۰      | ۷                | ۰                | —              | —              | —          | —          | ۲۹         | ۰      |
| میلان  | ۲۰۱۶–۱۷ | سری آ | ۲۵         | ۰      | ۱                | ۰                | —              | —              | ۱          | ۰          | ۲۷         | ۰      |
| مجموع  | مجموع   | مجموع | ۱۱۰        | ۰      | ۱۲               | ۰                | ۱۰             | ۰              | ۱          | ۰          | ۱۳۳        | ۰      |

### ملی
تا تاریخ ۲ ژوئیه ۲۰۱۶
| تیم ملی فوتبال ایتالیا | تیم ملی فوتبال ایتالیا | تیم ملی فوتبال ایتالیا |
| سال                    | تعداد بازی             | گل زده                 |
| ---------------------- | ---------------------- | ---------------------- |
| ۲۰۱۳                   | ۸                      | ۰                      |
| ۲۰۱۴                   | ۸                      | ۰                      |
| ۲۰۱۵                   | ۶                      | ۰                      |
| ۲۰۱۶                   | ۸                      | ۰                      |
| ۲۰۱۷                   | ۱                      | ۰                      |
| مجموع                  | ۳۱                     | ۰                      |

## افتخارات

### باشگاهی

#### میلان
سوپرجام فوتبال ایتالیا: ۲۰۱۱، ۲۰۱۶

#### یوونتوس
- سری آ: ۲۰۱۷-۲۰۱۸ ، ۲۰۱۸-۲۰۱۹
- جام حذفی ایتالیا: ۲۰۱۷-۲۰۱۸
- سوپرجام فوتبال ایتالیا: ۲۰۱۸

### ملی

#### ایتالیا
جام کنفدراسیون‌ها: ۲۰۱۳ (جایگاه سوم)

### فردی
تیم سال سری آ: ۱۳–۲۰۱۲